# Zákon o dráhách

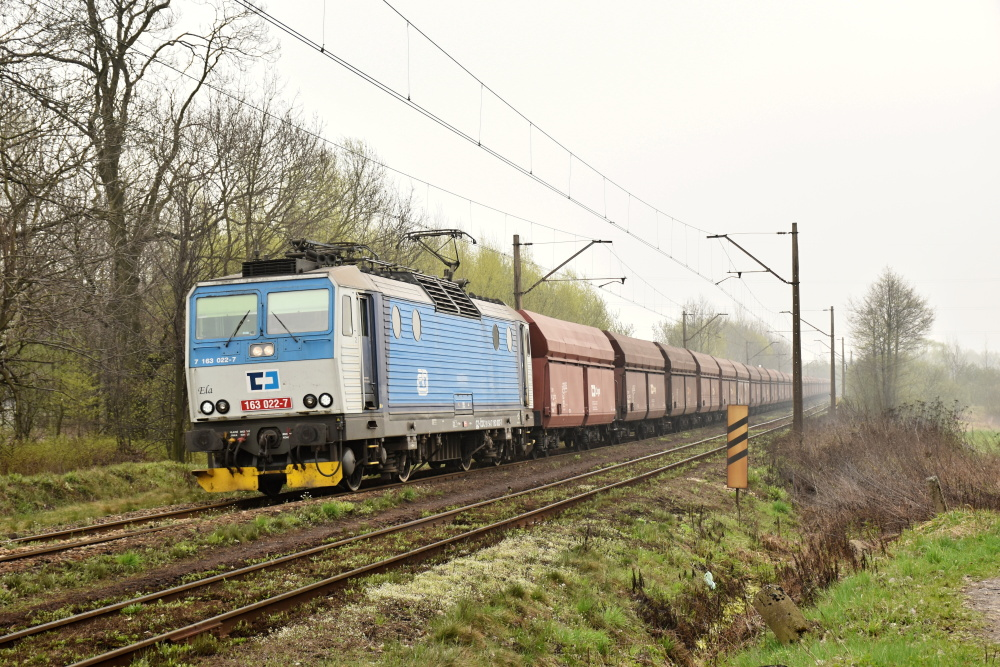
Nákladní vlak ČD Cargo Poland

Zákon o dráhách vyšel v Československu poprvé[zdroj?] roku 1937 (zákon 86/1937 Sb., s alternativním titulem Železniční zákon). Později byl nahrazen zákonem č. 97/1950 Sb., ten byl nahrazen zákonem č. 51/1964 Sb. (novela č. 104/1974 Sb. obsahovala zřízení Sboru ozbrojené ochrany železnic a úpravy státní správy a státního odborného dozoru).

## Zákon č. 266/1994 Sb.
Zásadní změnu přinesl Zákon o dráhách č. 266/1994 Sb., který upravuje podmínky pro stavbu drah železničních, tramvajových, trolejbusových a lanových a stavby na těchto dráhách a současně podmínky při provozování dráhy a provozování drážní dopravy a současně práva a povinnosti právnických a fyzických osob s tím spojené. Současně zákon upravuje podmínky státní správy a státního dozoru ve věcech drah železničních, tramvajových, trolejbusových a lanových, například zřídil Drážní úřad. Zákon se nevztahuje na dráhy důlní, průmyslové a přenosné.
Tento zákon oddělil funkci provozovatele drážní dopravy od funkce provozovatele dráhy. Zavedl rozlišení celostátní dráhy a regionálních drah, čímž vytvořil prvotní podmínky pro konkurenci na železnici a pro případnou privatizaci nebo komunalizaci regionálních drah i drážní dopravy. V rámci rekategorizace drah byla zrušena kategorie městských rychlodrah, do níž dosud patřilo pražské metro, a nahrazena kategorií speciálních drah, které nyní patří mezi dráhy železniční. Zákon a jeho četné novely zpracovávají směrnice (předpisy) Evropského společenství.
Zákon zavedl nový pojem určené technické zařízení (UTZ) a pravidla pro jejich provozování. Pod pojem spadají zařízení tlaková, plynová, elektrická, zdvihací, dopravní, zařízení pro ochranu před účinky atmosférické a statické elektřiny nebo zpětných trakčních proudů, kontejnery a výměnné nástavby, které jsou konstruovány a vyráběny pro provozování dráhy nebo drážní dopravy a slouží-li k zabezpečení provozování dráhy nebo drážní dopravy.
Na lyžařské vleky se původně zákon nevztahoval vůbec, ale novelizací (zákonem č. 191/2006 Sb. s účinností od 11. června 2006) na ně byl vztažen stejný právní režim jako na určená technická zařízení dráhy, ač lyžařský vlek není dráhou ve smyslu zákona. Na eskalátory, travelátory a podobná zařízení se zákon takto vztahuje pouze v případě, jsou-li součástí stavby dráhy. Rovněž například na elektrická zařízení tramvajových nebo trolejbusových zastávek se vztahují tyto přísnější požadavky, které v případě autobusových zastávek neplatí.

## Navazující předpisy
Na zákon navazuje množství prováděcích předpisů, převážně vyhlášek, například
- Stavební a technický řád drah
- Dopravní řád drah
- Řád určených technických zařízení
- Řád pro zdravotní a odbornou způsobilost osob při provozování dráhy a drážní dopravy
- vyhláška č. 351/2004 Sb., o rozsahu služeb poskytovaných provozovatelem dráhy dopravci
- Vvyhláška MDS č. 175/2000 Sb., o přepravním řádu pro veřejnou drážní a silniční osobní dopravu Archivováno 9. 4. 2020 na Wayback Machine.
- nařízení vlády č. 1/2000 Sb., o přepravním řádu pro veřejnou drážní nákladní dopravu, ve znění nařízení vlády č. 295/2000 Sb.
- vyhláška č. 376/2006 Sb., o systému bezpečnosti provozování dráhy a drážní dopravy a postupech při vzniku mimořádných událostí na dráhách